# Auriac (Pyrénées-Atlantiques)
Auriac település Franciaországban, Pyrénées-Atlantiques megyében. Lakosainak száma 234 fő (2022. január 1.). Auriac Miossens-Lanusse, Argelos, Astis, Lasclaveries és Thèze községekkel határos.

## Népesség
A település népességének változása:
| Lakosok száma | 243  | 239  | 245  | 238  | 237  | 230  | 226  | 221  | 234  |
|               | 2013 | 2015 | 2016 | 2017 | 2018 | 2019 | 2020 | 2021 | 2022 |